# Мортимер, Анна
Анна Мортимер (англ. Anne Mortimer; 27 декабря 1390 — сентябрь 1411) — английская аристократка, жена Ричарда Конисбурга, 3-го графа Кембриджа, старшая дочь Роджера Мортимера, 4-го графа Марча, и Алиеноры Холланд. Её сын, герцог Ричард Йоркский, после смерти Эдмунда Мортимера, 5-го графа Марча, брата Анны, унаследовал все владения и титулы Мортимеров, а также преимущественные права на английский престол, которые в будущем были использованы как обоснование для войны Алой и Белой розы.

## Биография
Анна родилась 27 декабря 1388 года в Нью-Форесте — одном из ирландских поместий отца. Она была старшей из четырёх детей Роджера Мортимера, 4-го графа Марча, и Алиеноры Холланд. Анна по отцу была потомком Лайонела Антверпа, герцога Кларенса, третьего сына короля Англии Эдуарда III.
В июле 1398 года её отец погиб в Ирландии. Поскольку король Ричард II детей не имел, то после него преимущественные права имел отец Анны, а после его смерти — Эдмунд Мортимер, брат Анны. Владения Мортимеров взял под опеку король Ричард II. Но летом 1399 года король Ричард II был свергнут своим двоюродным братом — Генри Болингброком, который в октябре короновался под именем Генриха IV. Эдмунда и Роджера, братьев Анны, новый король поместил под неусыпный контроль в Виндзорском замке, поскольку опасался, что их могут использовать в борьбе против него. Анну и её младшую сестру Элизабет оставили на попечение матери, Алиеноры Холланд, которая вышла замуж вторично — за Эдварда Черлетона, в 1401 году унаследовавшего титулы барона Черлетона и лорда Поуиса. В этом браке родилось 2 дочери.
В 1405 году Алиенора Холланд, мать Анны, умерла. Её дочери после этого оказались в нужде.
В 1406 году на Анне тайно женился Ричард Конисбург, младший брат Эдуарда Норвичского, 2-го герцога Йоркского. Папское разрешение на брак было получено 10 июня 1408 года. В этом браке родилось двое детей.
Умерла Анна в сентябре 1411 года вскоре после рождения сына Ричарда. Её тело захоронили в церкви в Кингс Лэнгли (Хартфордшир).
Муж Анны, Ричард, который в 1414 году получил титул графа Кембриджа, в 1415 году был казнён за организацию заговора против короля Генриха V. Поскольку братья и сестра Анны детей не оставили, то наследником владений и титулов Мортимеров оказался сын Анны Ричард, унаследовавший и права на корону. Позже он развяжет войну Алой и Белой розы, в результате которой внук Анны, Эдуард IV, взойдёт на английский престол.

## Брак и дети
Муж: примерно с мая 1406 года (папское разрешение 10 июня 1408 года) Ричард Конисбург (ок. сентября 1375 — 5 августа 1415), 3-й граф Кембридж с 1414. Дети:
- Изабелла Плантагенет (1409 — 2 октября 1484); 1-й муж с после февраля 1413, аннулировано до 1426 — Томас Грей из Хитона (1402/1404—до 26 июля 1443); 2-й муж с до 25 апреля 1426 — Генри Буршье (около 1409 — 4 апреля 1483), 1-й граф Эссекс;
- Ричард Плантагенет (21 сентября 1411 — 30 декабря 1460), 3-й герцог Йоркский с 1425, 6-й граф Марч, 9-й граф Ольстер, 8-й барон Мортимер из Вигмора, 7-й барон Женевиль и 16-й барон Клер с 1432, претендент на английский престол.

После смерти Анны Ричард женился второй раз. Его избранницей стала Матильда Клиффорд (умерла 26 августа 1446), дочь Томаса Клиффорда, 6-го барона Клиффорда, и Элизабет де Рос, разведённая жена Джона де Невилла, 6-го барона Латимера из Корби. Брак был бездетным.